# Braunsberg historicus - spolek pro ochranu kulturního dědictví
Braunsberg historicus - spolek pro ochranu kulturního dědictví je spolkem občanů města Brušperk se zájmem o historii. Vznikl za účasti svých pěti zakládajících členů na ustavující schůzi v září 2019, kde byl jeho předsedou zvolen iniciátor vzniku spolku, místní historik Tomáš Kocourek.
Účelem spolku je zachovávání tradic a dějin hmotného a nehmotného kulturního dědictví. To prostřednictvím činností jako je pořádání historických slavností, výstav, vzdělávacích a volnočasových aktivit, literární činností a dalších aktivit spojených s oblastí historie a kultury, určených pro osoby všech věkových kategorií.

## Dosavadní aktivity

### Archeologické šetření v lokalitě vrchu Na šibenici
Na úterý 12. listopadu 2019 spolek zorganizoval archeologické šetření v lokalitě bývalého popravčího vrchu Na šibenici (286 m n. m., asi 250 metrů severně od přehrady) v Brušperku. Do města se v ten den přijel podívat odborník na popravčí místa Josef Unger z Masarykovy univerzity, dále Robin Pěnička z Masarykovy univerzity, Jan Velek a ředitel Národního památkového ústavu v Ostravě Michal Zezula. Za město se šetření zúčastnil místostarosta Tomáš Vojtek. Cílem archeologického šetření bylo blíže lokalizovat místo, kde stála brušperská šibenice, a stanovit potřebné úkoly, které povedou ke konkrétním terénním archeologickým průzkumům, které odhalit pozůstatky z popravčí historie města, které bylo s hrdelním právem, které vykonávalo i v okolních obcích, spojeno po celých 500 let.

### Informační tabule na náměstí a sv. Markovi
V průběhu léta 2020 probíhaly práce na vytvoření dvou nových informačních tabulí, k jejichž následnému umístění došlo v říjnu 2020. První tabule se nachází na náměstí J.A. Komenského a je zaměřena na zdejší památkovou zónu. Obsahuje stručný přehled historie města, velkou mapu celé památkové zóny a krátký jednoduchý popisek jednotlivých kulturních památek (vč. fotografií). Druhá tabule se nachází na sv. Markovi a obsahuje stručnou historii daného místa a velké panorama s popisky jednotlivých vrcholů, které lze odtud vidět. 

### Úprava okolí smírčího kříže

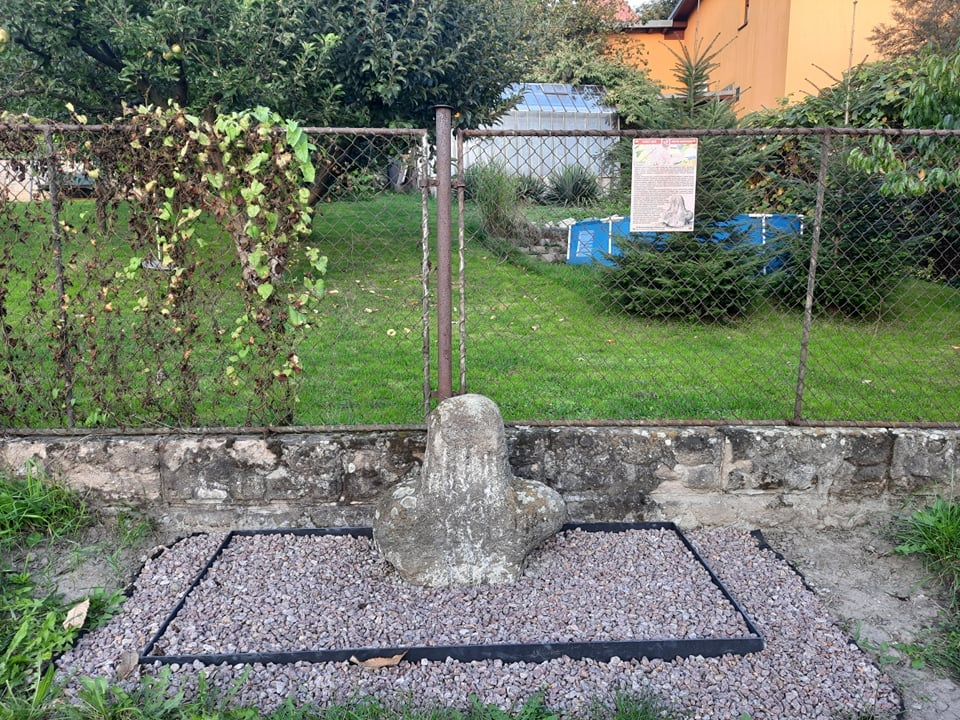
Podoba okolí smírčího kříže po úpravách

Smírčí kříž v Brušperku je chráněnou kulturní památkou a pochází patrně z období 16.–17. století. Původ kříže je neznámý. Vzhledem k zanedbanému vzhledu okolí kříže a ojedinělosti této památky v rámci okresu bylo rozhodnuto, že historický spolek uvede místo do důstojného stavu. S pracemi se začalo v průběhu srpna 2021. V září 2021 byl kříž doplněn informační tabulkou. Spolek plánuje také odborné restaurováni či konzervaci samotného kříže.